# (6672) Corot
(6672) Corot est un astéroïde de la ceinture principale.

## Description
(6672) Corot est un astéroïde de la ceinture principale. Il fut découvert par Cornelis Johannes van Houten, Ingrid van Houten-Groeneveld et Tom Gehrels le 24 mars 1971 à l'observatoire Palomar. Il présente une orbite caractérisée par un demi-grand axe de 2,4120 UA, une excentricité de 0,2139 et une inclinaison de 4,8001° par rapport à l'écliptique.
Il fut nommé en hommage au peintre et graveur français Jean-Baptiste Camille Corot.

## Compléments